# メガステージ
メガステージは、福島県白河市にある株式会社アクティブワンが開発・管理を行っているネイバーフッド型ショッピングセンター（NSC）である。
特徴として、食品スーパーの「ヨークベニマル」とホームセンターの「ダイユーエイト」（矢吹・田村及び閉店した白河を除く）を中核とし、その他スポーツ用品店などのカテゴリーキラーでテナントが構成されている。

## 沿革
- 1996年（平成8年）7月 - 福島県白河市メガステージ白河建設用地内へ設立。
- 1998年（平成10年）11月26日 - 1号店「メガステージ白河」オープン（〒961-0853 福島県白河市新高山）。
- 2003年（平成15年）7月17日 - 2号店「メガステージ矢吹」オープン（〒969-0222 福島県西白河郡矢吹町八幡町）。
- 2005年（平成17年）11月9日 - 3号店「メガステージ石川」オープン（〒963-7846 福島県石川郡石川町字長久保）。
- 2007年（平成19年）12月12日 - 4号店「メガステージ須賀川」オープン（〒962-0837 福島県須賀川市高久田境）。
- 2010年（平成22年）3月5日 - 5号店「メガステージ田村」オープン（〒963-4312 福島県田村市船引町船引）。
- 2020年（令和2年）12月11日 - 6号店「メガステージ二本松」オープン（〒964-0987 福島県二本松市冠木）。
- 2022年（令和4年）11月18日 - 7号店「メガステージ会津坂下」オープン（〒969-6583 福島県河沼郡会津坂下町気多宮）。

## 事業内容
メガステージ白河（総店舗面積 23,000m2・駐車台数 1200台）
ヨークベニマル・スーパースポーツゼビオ・ダイユーエイト・マツモトキヨシ・文教堂（現・スーパーブックス）・ユニクロ・シュープラザ・ベビーチャイルドミルク・やまや・セガワールド（現・GIGO）・ガスト・サイゼリヤ・ちゃあしゅう屋・平禄寿司・ドトールコーヒー・ミスタードーナツ・電激倉庫・地元館数店にてオープン
メガステージ矢吹（総店舗面積 7,200m2・駐車台数 300台）
ヨークベニマル・しまむら・ツルハドラッグ・ダイソー・ガスト・平禄寿司・八幡スクエアーの合計8店舗でオープン
メガステージ石川（総店舗面積 12,400m2・駐車台数 650台）
ヨークベニマル・ダイユーエイト・しまむら・マツモトキヨシ・ダイソー・幸楽苑・auショップ・地元館の合計9店舗でオープン
メガステージ須賀川（総店舗面積 63,500m2・駐車台数 1514台）
ヨークベニマル・スーパースポーツゼビオ・ヤマダ電機・メガステージ須賀川ファッションモール（しまむら・アベイル）・ダイユーエイト・ダイソー・サンドラッグ・くまざわ書店・シュープラザ・セガワールド・ココス・三宝亭・ブルースタジアム（フットサル場）・メガネのトミタ・門馬道場（極真空手）・オカモトセルフ・地元館の合計24店舗でオープン
メガステージ田村（総店舗面積 8,250m2・駐車台数 390台）
ヨークベニマル・サンキ・サンドラッグ・メガネのトミタ・ソフトバンク田村の5店舗でオープン
メガステージ二本松（総店舗面積41,834m2・駐車台数 530台）
ヨークベニマル・ダイユーエイト・薬王堂・メガネのトミタ・うまか亭・コインランドリーの6店舗でオープン
メガステージ会津坂下（総店舗面積34,474m2・駐車台数 573台）
ヨークベニマル・ダイユーエイト・薬王堂他でオープン

## 関連会社
- 株式会社エフ・アイ・ティ（不動産業）
- 株式会社アース・クリエーション - ウェイバックマシン（2002年12月6日アーカイブ分）（登記/測量/設計/各種許認可取得）
- 株式会社菊地測量設計（調査・測量・設計）